# 가자가자! 열혈 하키부: 미끄러지고 구르는 대난투
《가자가자! 열혈 하키부: 미끄러지고 구르는 대난투》(いけいけ! 熱血ホッケー部「すべってころんで大乱闘」)는 테크노스 저팬이 제작한 하키 스포츠 게임이다. 패밀리 컴퓨터 기종으로 개발돼 1992년 2월 7일 일본서만 출시됐다.
대략적인 룰은 《열혈고교 피구부 축구편》과 유사해, 기본적인 하키 규칙 이외에 상대방을 공격해 체력을 깎아 강제퇴장시키고 필살 슛을 날릴 수 있는 등 여러 가지 변칙룰이 존재한다. 열혈고교 출신 인물들을 주인공으로 이야기에 따라 진행하는 시나리오 모드와 자유롭게 경기하는 대전 모드가 있다.

## 발매
2009년 8월 18일 일본 Wii 버추얼 콘솔로 디지털 재발매됐다. 이후 2013년 8월 7일에 닌텐도 3DS 버추얼 콘솔로, 2014년 6월 19일에 Wii U 버추얼 콘솔로 서비스됐다.
2016년에 발매된 닌텐도 3DS 소프트 《쿠니오군: 열혈 컴플리트 패미컴 편》에 수록됐고, 2018년 닌텐도 스위치, 플레이스테이션 4, 엑스박스 원 및 마이크로소프트 윈도우로 발매된 《쿠니오군: 더 월드 클래식스 컬렉션》에 재수록됐다.